# Azcoitia
Azcoitia (oficialmente en euskera: Azkoitia) es un municipio de la provincia de Guipúzcoa, País Vasco, España. En 2023, tenía una población de 11 936 habitantes, de los que un 76 % son vascohablantes.

## Toponimia
Esta población fue fundada en 1324 por el rey Alfonso XI de Castilla bajo el nombre de San Martín de Iraurgui. El nombre San Martín se debía a que la villa se fundaba junto a una ermita de dicha advocación y el aditamento de Iraurgui hace referencia al río y valle en el que se ubica la población, compartido con la vecina Azpeitia. Unos años más tarde, en 1331, se produce una refundación de la villa en otro emplazamiento cercano conocido como Miranda, pasándose a llamar la villa Miranda de Iraurgui. Sin embargo, este nombre fue arrinconado en no más de un siglo por el de Azcoitia, que desde 1457 es el que aparece en las actas de las Juntas Generales de Guipúzcoa como nombre propio de la villa.
Abraham Ortelius dice en su obra Theatrum Orbis Terrarum (1588) que en Guipúzcoa hay muchas poblaciones que tienen varios nombres, entre ellas nombra la de Azcoytia (sic), que recibe asimismvalleo las denominaciones de Urazgoitia y Miranda de Iraurgui.
La palabra Azcoitia antiguamente aparece también como Ayzcoitia o Azcoytia entre otras variantes. Proviene de las palabras vascas (H)aitz, que quiere decir 'peña' o 'roca', y goitia, que significa 'de arriba'. La peña a la que hace referencia es la que forma el monte Izarraitz. Este monte está situado entre las localidades de Azcoitia y Azpeitia (la etimología de esta última viene a significar 'abajo de la peña' o 'de abajo de la peña'). La permutación de la letra 'g' por la letra 'k' es muy común en euskera. Ya en 1759 el padre Larramendi en su obra Corografía decía 

Izarraitz, montaña altísima, en la jurisdicción de Azpeitia y Azcoitia, de la cual tomaron ambas villas sus nombres y significan monte abajo y monte arriba

 Estas mismas hipótesis son afirmadas por Martín de Anguiozar y H.Garayalde.
Sin embargo, siendo esta la etimología más extendida y generalmente aceptada, algunos como Joaquín de Yrizar estiman que el topónimo original sería el de Urazgoitia (aguas arriba) en contraposición con Urazpeitia (aguas abajo); siendo la posición relativa de Azpeitia y Azcoitia en el curso del río Urola la que bautizaría a ambas localidades, más que su posición relativa a Izarraitz, ya que a fin de cuentas ambas localidades se encuentran a los pies de dicho monte. En cualquier caso, esta afirmación se basaría en el testimonio de Otelio en su obra del siglo XVI, que es la única referencia existente de los topónimos Urazpeitia y Urazgoitia, lo que hace dudar de que fueran realmente utilizados.

## Geografía
Azcoitia se halla en la parte centro-occidental de la provincia de Guipúzcoa, ocupando la parte media de la cuenca del río Urola, en cuyo valle central (Iraurgui) se asienta. Forma parte de la comarca de Urola-Costa, aunque otras zonificaciones la consideran parte del Urola Medio.
Ubicada a los pies del macizo de Izarraitz, muy próxima a su vecina Azpeitia. El pico del Erlo (1026 m) domina la localidad.
El valle del Urola es una ruta natural de comunicación con la costa y, de allí, con el eje San Sebastián-Bilbao que estructura la comunicación entre estas importantes ciudades, capitales de Guipúzcoa y Vizcaya, respectivamente. Hacia el sur, por Tolosa, se une al otro importante eje viario formado por la carretera nacional N-I, que conforma el eje Madrid-Irún y por Azcoitia enlaza con Zumárraga y el eje Beasáin-Durango, siguiendo el Urola, y con Elgóibar ya en el valle del río Deva.
Azcoitia limita con los siguientes municipios: al norte con Deva, al sur con Anzuola, Urrechu y Zumárraga; al este con Azpeitia y al oeste con Mendaro, Elgóibar, Placencia de las Armas y Vergara.

### Comunicaciones
Las carreteras que unen la villa con los ejes de comunicación principales de la provincia son la GI-2634 y la GI-631.
La GI-2634 une Azcoitia con Elgóibar a través del puerto de Azcárate (un barrio rural de Azcoitia). Se trata de una carretera rápida de tres carriles, que no solo permite comunicar Azcoitia en pocos minutos con la comarca del Bajo Deva, sino que al existir un enlace con la autopista AP-8 (Bilbao-Behobia), así como con la N-634, al final de la carretera a escasos 10 km de Azcoitia, facilita por esta vía el acceso más rápido para salir de la comarca en casi cualquier dirección.
La carretera GI-631, por otro lado, recorre el valle del Urola desde Zumaya en la costa hasta Zumárraga en el Alto Urola atravesando Azcoitia a su paso. Se trata de una carretera de dos carriles y con bastantes curvas en el tramo que va de Azcoitia hasta Urrechu-Zumárraga. Desde Azcoitia son 15 km hasta Urrechu y 16 km hasta Zumárraga siguiendo esta carretera. En Zumárraga existe una estación de RENFE, así como enlace con la autovía GI-632.
Entre al centro de Azpeitia y Azcoitia hay 5 km de distancia, estando sus extrarradios casi unidos. Entre ambas localidades las carreteras GI-631 y GI-2634 están superpuestas.
Luego hay varias pequeñas carreteras que unen diferentes barrios del municipio.
Hasta la década de 1980, Azcoitia, como todas las poblaciones del valle del Urola, tenía servicio de ferrocarril. El ferrocarril del Urola, de vía estrecha, fue el primer ferrocarril eléctrico de España y recorría el valle del Urola uniendo Zumárraga, que era entonces un importante nudo ferroviario, pues enlazaban en este lugar la línea Madrid-París de RENFE con la del Urola y la que recorría el valle del Deba, con la costa y la línea de los Ferrocarriles Vascongados San Sebastián-Bilbao. El desmantelamiento del ferrocarril del Urola, el cual había recibido muy pocas inversiones desde su puesta en marcha, dejó a la población sin este importante medio de transporte. En la actualidad se debe realizar el recorrido hasta Zumárraga o Zumaya por carretera para poder acceder a los servicios ferroviarios.
Los otros medios de transporte, aéreo y marítimo, son accesibles en Bilbao o San Sebastián.

## Economía
Azcoitia es sede de una de las factorías de producción de la siderúrgica Sidenor, ubicada en la carretera de Zumárraga.

## Historia

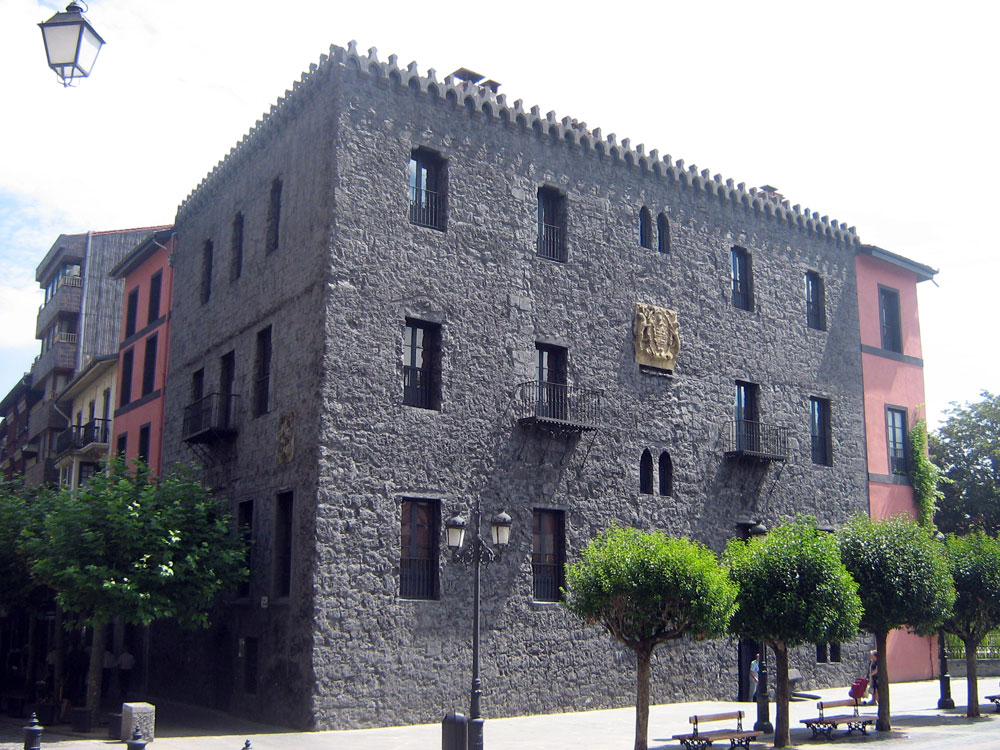
Torre Idiáquez, popularmente conocida como Etxe Beltza (Casa Negra)

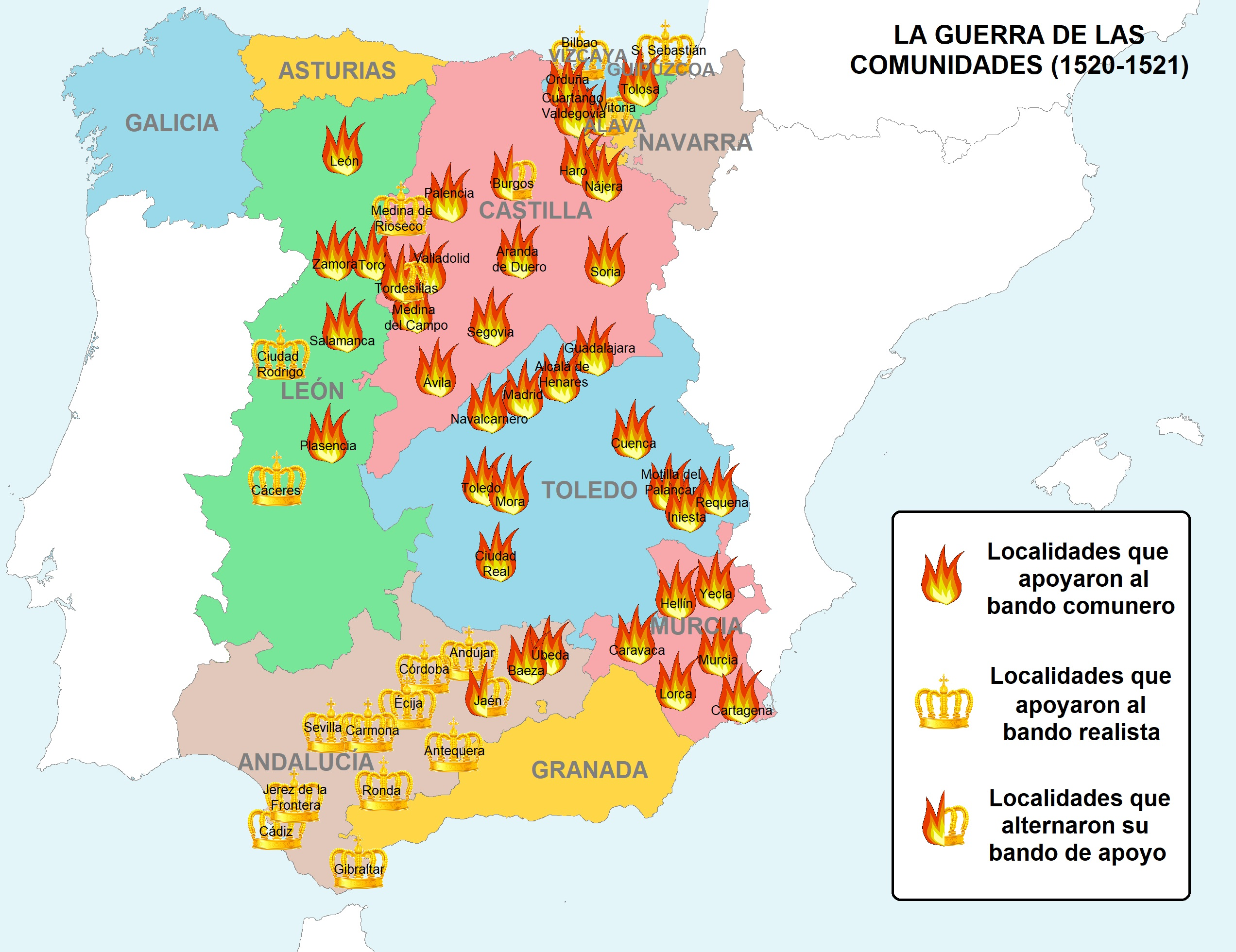
Azcoitia se situó en el bando comunero en la Guerra de las Comunidades del

El nombre primitivo de esta villa fue el de San Martín de Aezcoitia de Iraurgui, por hallarse fundada en las cercanías de la ermita de esta advocación. 
Para que se poblara mejor, el rey Alfonso XI libró el competente privilegio en Burgos a 4 de enero de 1324, por el cual le hacía varias gracias, como son la de concederle los fueros de Mondragón, la iglesia para oír misa, hacer los enterramientos, etc.; exención de todo tributo; la de que se hiciesen en la villa todas las revenderías, posaderías, etc.; la de que tuviesen que pasar por esta villa todos los caminantes que fuesen de Guetaria a Mondragón y viceversa. 
El mismo monarca, a petición de los habitantes de esta villa, expidió otro privilegio en Illescas a 9 de julio de 1331, por el cual les daba licencia para que hiciesen la población en una heredad que habían comprado cerca del Monasterio de Santa María de Balda, en el punto de Miranda de Iraurgui, con cuyo nombre quiso que se le llamara en adelante. Les concedió al mismo tiempo los terrenos pertenecientes a dicha iglesia para que pudiesen hacer allí sus huertas, así como el morcuero de Beidazar. Consiguiente a esta segunda fundación, se llamó el pueblo Miranda de Iraurgui, nombre que conservó hasta mediados del siglo XV, pues ya en 1457 aparece solo el de Azcoitia, que fue el que se usó en lo sucesivo. 
Antiguamente fue pueblo murado y cercado con solo tres puertas de entrada, que desaparecieron hace muchos años. La Torre Idiáquez fue escenario del denominado desafío de Azcoitia en 1456 con el que los parientes mayores, nobleza feudal vasca organizada en bandos, retaban a las villas de Guipúzcoa y Vizcaya, y sin quererlo supondría su pérdida final de poder en el territorio vasco.
Tras el levantamiento del conde de Salvatierra en 1520, durante la Guerra de las Comunidades, Azcoitia se situó en el bando comunero, venciendo el ejército realista la resistencia de Azcoitia y de otras localidades comuneras vascas tras la derrota del ejército del conde de Salvatierra, Pedro López de Ayala, en la batalla de Miñano Mayor el 19 de abril de 1521.
Esta villa ha sufrido incendios de importancia en 1436, 1545 y 1654. 
Mientras subsistieron las tandas, Azcoitia fue uno de los cuatro pueblos donde residía por turno el corregidor de la provincia con su tribunal, así como la Diputación con sus oficinas, por cuya razón era una de las cuatro llamadas villas de tanda. No podemos dejar de mencionar el nombre de Basarte y la iglesia de Santa Cruz, en que se reunían, en lo antiguo, las Juntas particulares de Guipúzcoa, como se indica en las lápidas que se colocaron solemnemente el día 30 de julio de 1914, a la vez que la de Nuestra Señora de Olas, al que nos hemos referido al hablar de Azpeitia. El escudo de armas consiste en un castillo con tres torreones.

### Testimonios de viajeros
Durante la Primera Guerra Carlista, el militar alemán Félix Lichnowsky, alistado en el ejército carlista, cuenta de Azcoitia en sus memorias:

Sus habitantes pasan por ser los más hermosos de las tres provincias. En efecto, nunca había encontrado más imágenes bellas, y cuando el domingo, después de misa, se hallan los habitantes reunidos por centenas, no se ve un rostro que no sea agraciado. Las mujeres tienen el talle fino y esbelto, los pies pequeños, las facciones regulares, los ojos grandes y negros, llenos de expresión, sombreados por largas pestañas. Lo pasamos muy bien en Azcoitia.

## Demografía
Azcoitia cuenta con una población de 11 697 habitantes (INE 2024).
| Gráfica de evolución demográfica de Azcoitia entre 1842 y 2021                                                      |
| |
| Población de derecho según los censos de población del INE Población de hecho según los censos de población del INE |

## Administración y política

### Gobierno municipal
| Partido político                                                           | 2023  | 2023       | 2019  | 2019       | 2015  | 2015       | 2011  | 2011       | 2007  | 2007       |
| Partido político                                                           | %     | Concejales | %     | Concejales | %     | Concejales | %     | Concejales | %     | Concejales |
| Euzko Alderdi Jeltzalea-Partido Nacionalista Vasco (EAJ-PNV)               | 38,13 | 7          | 46,08 | 8          | 49,05 | 9          | 31,38 | 6          | 37,84 | 7          |
| Euskal Herria Bildu (EH Bildu)-Bildu                                       | 35,17 | 6          | 37,21 | 7          | 32,90 | 6          | 43,43 | 8          | —     | —          |
| Azkoitia Bai (AzBai)-Elkarrekin Podemos-Irabazi-Ezker Batua-Berdeak (EB-B) | 15,41 | 3          | 6,25  | 1          | 7,47  | 1          | 11,54 | 2          | 2,01  | 0          |
| Partido Socialista de Euskadi-Euskadiko Ezkerra (PSE-EE PSOE)              | 8,33  | 1          | 7,88  | 1          | 6,53  | 1          | 7,49  | 1          | 9,65  | 2          |
| Partido Popular del País Vasco (PP)                                        | 1,18  | 0          | 1,78  | 0          | 2,13  | 0          | 4,38  | 0          | 5,11  | 1          |
| Eusko Abertzale Ekintza-Acción Nacionalista Vasca (EAE-ANV)                | —     | —          | —     | —          | —     | —          | —     | —          | 26,4  | 5          |
| Batera Talde Independientea (BTI)                                          | —     | —          | —     | —          | —     | —          | —     | —          | 13,54 | 2          |
| Eusko Alkartasuna (EA)                                                     | —     | —          | —     | —          | —     | —          | —     | —          | 4,45  | 0          |

### Organización territorial
Además del núcleo urbano que se sitúa sobre a orillas del río Urola donde vive algo más del 90% de la población, según el INE el municipio de Azcoitia está compuesto por las siguientes entidades de población. Los datos de población son de 2010
- Arrietamendi: 211 hab.
- Izarraitz: 564 hab.
- Ormaolamendi (hasta 2010 Ormolamendi): 234 hab.

## Cultura

### Patrimonio

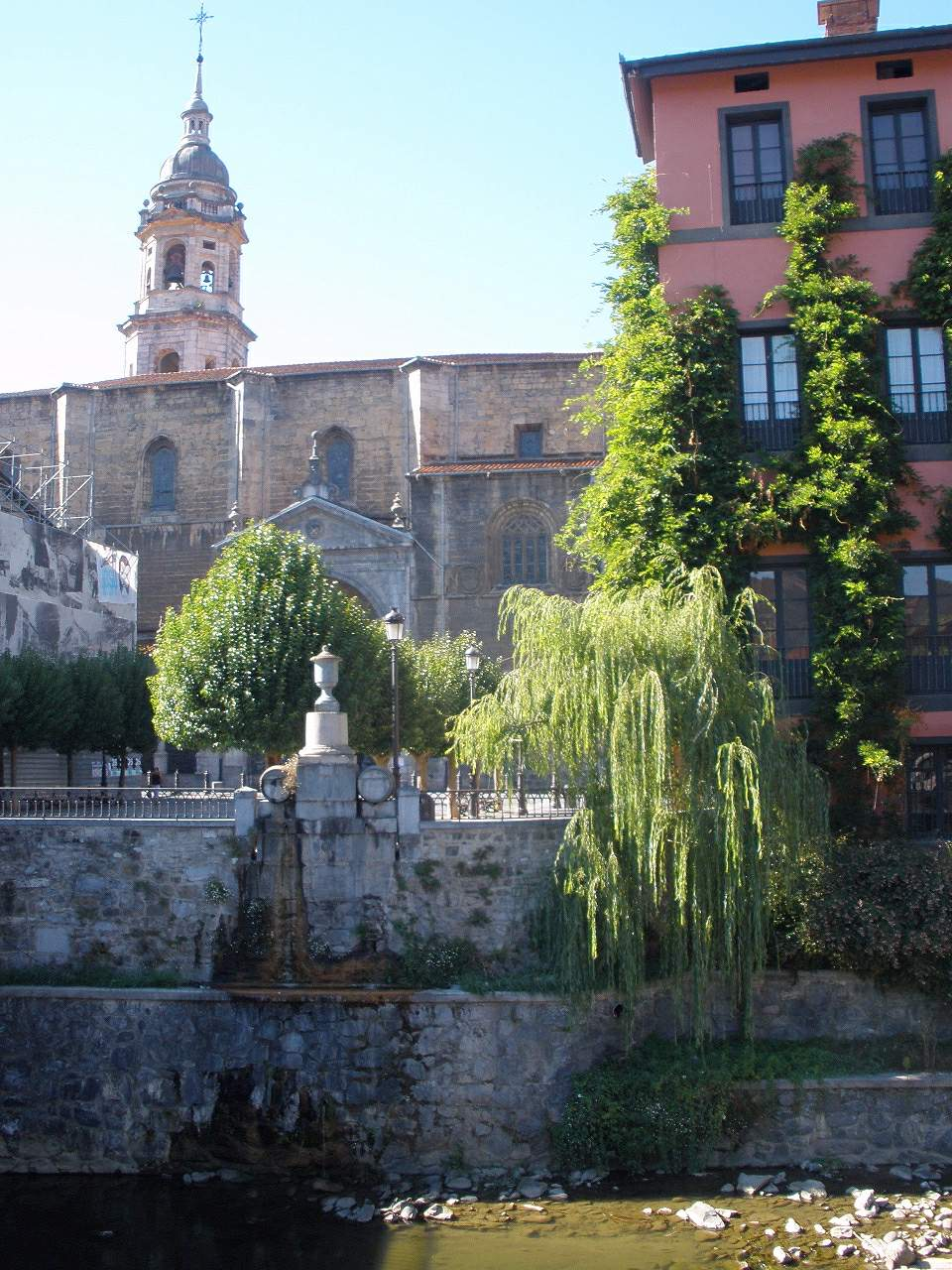
Santa María la Real junto al río Urola

El patrimonio arquitectónico de Azcoitia es numeroso y de buena calidad. Algunos de sus edificios más representativos son:
- Casa consistorial de Azcoitia
- Casa-Torre de Balda
- Iglesia de Santa María la Real
- Palacio Insausti
- Torre Idiáquez
- Yacimiento arqueológico de la Edad del Hierro de Munoaundi

### Estación Megalítica Placencia-Elosua
Los monumentos funerarios prehistóricos de los yacimientos de la Estación Megalítica Placencia-Elosua, ubicada en el cresterio del cordal de Mazelaegi entre Karakate e Irukurutzeta, que forman la llamada ruta de los dólmenes, nombre que le dio Barandiarán, es un muy interesante paseo entre túmulos y dólmenes del eneolítico. Es un recorrido de 11 km que cruza territorios municipales de las localidades de Elgoibar, Placencia y Vergara. Hay un total de 19 dólmenes y elementos megalíticos )dólmenes, túmulos y un menhir) del Neolítico y la Edad de Bronce. Se estima que este recorrido corresponde a un lugar de paso entre los valles de los ríos Deba y Urola.
La denominada Ruta de los Dólmenes es el sedero de pequeño recorrido PR-Gi 94 que tiene una longitud de 20 km de los cuales 11 corresponden al cordal Karakate-Iturriberri, un recorrido de dificultad baja y desnivel reducido, el resto son los tramos de acceso desde los tres municipios.

### Deporte

#### Anaitasuna
El club deportivo representativo de Azcoitia es el Club Deportivo Anaitasuna (Anaitasuna significa hermandad en euskera), fundado en 1934. Este club, surgió originalmente como club de fútbol, aunque con posterioridad ha desarrollado también otras actividades deportivas.
El equipo de fútbol tiene como techo alcanzado la Tercera división española, donde ha militado numerosas temporadas. Actualmente milita en categoría regional división de honor. El Anaitasuna Fútbol Taldea, sección de fútbol del Anaitasuna, mantiene equipos benjamines, infantiles, cadetes, juveniles, regionales y de fútbol femenino, además del equipo senior.
El Anaitasuna posee un club de montaña (Anaitasuna Mendi Bazkuna), un club de ajedrez (Anaitasuna Kakute Xake), un club de artes marciales donde se práctica kárate y kendō (Azkoitiko Anaitasuna-Kanku Karate-Do) y secciones de pelota vasca y fútbol sala.
El futbolista más ilustre que ha dado Azcoitia fue José Araquistáin, que jugó como portero en la Real Sociedad y en el Real Madrid, llegando a proclamarse campeón de Europa con este equipo.

#### Pelota vasca

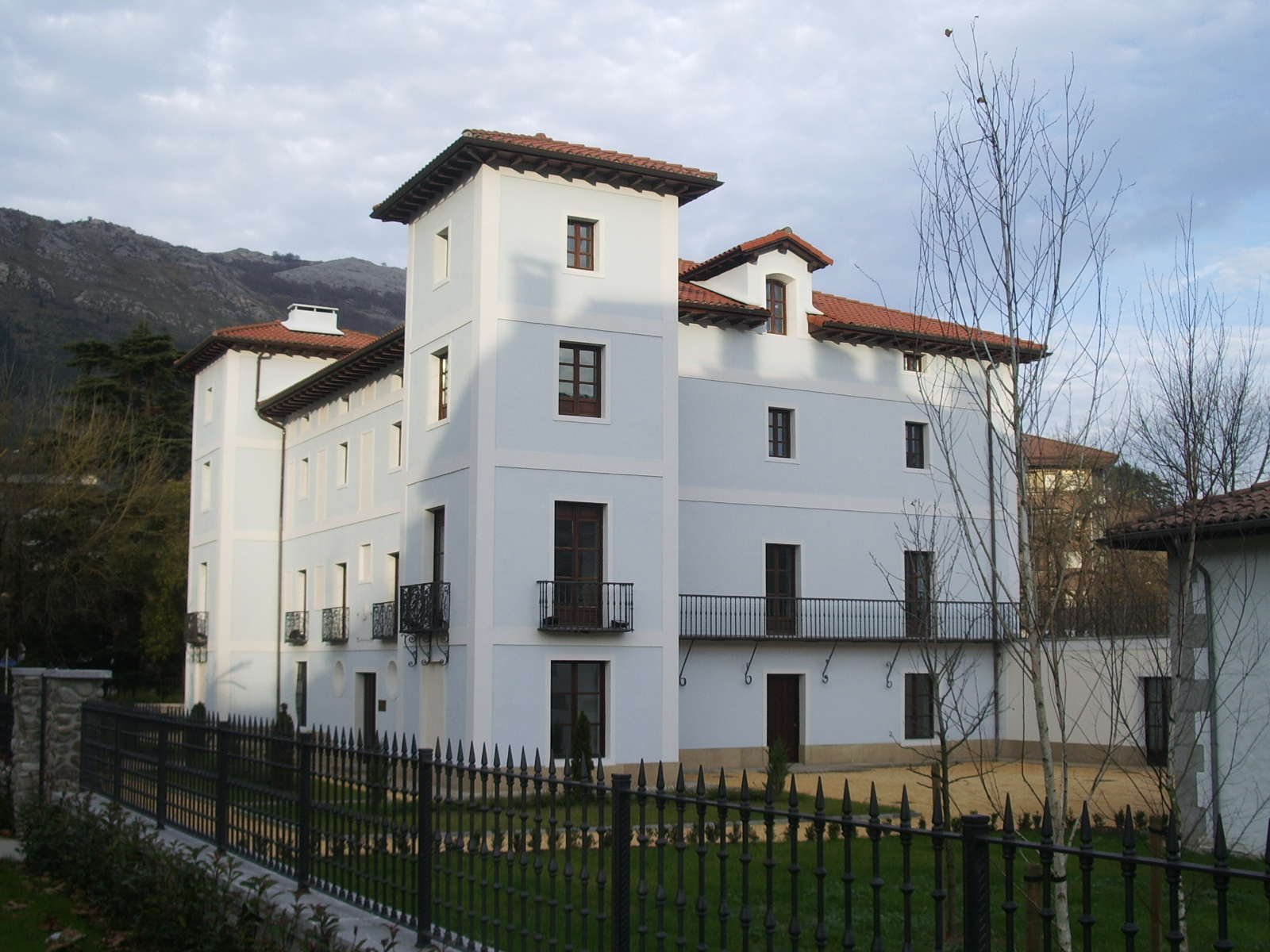
Palacio Insausti, sede de la Real Sociedad Bascongada de Amigos del País.

Azcoitia tiene una gran tradición en el deporte de la pelota vasca. No en vano, el que es considerado por muchos como el mejor pelotari manista de todos los tiempos, Atano III, nació en Azcoitia. La lista de los pelotaris de nivel que ha dado esta villa debe comenzar necesariamente con Atano III y seguir con el resto de sus familiares, los Atanos, entre los que destacan especialmente Atano VII y Atano X, que también fueron grandes pelotaris. También ha sido un gran pelotari Jokin Errasti. Actualmente el número de pelotaris profesionales de Azcoitia ha descendido mucho respecto a otras épocas
Azcoitia se ha proclamado en 16 ocasiones ganadora del Torneo Interpueblos de pelota vasca de Guipúzcoa, siendo el municipio que más veces ha obtenido este título.

#### Otros deportes
En Azcoitia tuvo su sede el equipo de automovilismo Epsilon Euskadi, que compitió en las World Series by Renault. Este equipo se hizo con dicha competición en el año 2005 con el piloto polaco Robert Kubica.
Un deportista muy recordado en Azcoitia es el maratoniano Diego García Corrales, que fue subcampeón de Europa en 1994 y que falleció en 2001. Todos los años se celebra una Media-Maratón entre Azcoitia y Azpeitia en honor a este corredor, siendo una competición que año tras año atrae más participantes y tiene un mayor nivel.
Otro deporte a tener en cuenta en Azcoitia es el fútbol sala. El municipio dispone de tres equipos de fútbol sala (Prexkuk L.T., Plaza Berri Sport y Zurt taberna), cada uno de ellos en una categoría diferente de la liga guipuzcoana. EL equipo Prexkuk L.T. nació en agosto de 2007 debido a una idea de un grupo de amigos de la localidad y hoy en día, aun siendo su primer año de competición, es el club que más seguidores mueve en la localidad. Los otro equipos de Azcoitia, (Plaza Berri Sport y Zurt taberna) llevan en torno a los 10 años de competición y han dado al pueblo azcoitarra más de una alegría.